# Schikane (Verkehr)

Rennkurs Monte Carlo, Schikane mit 11 markiert

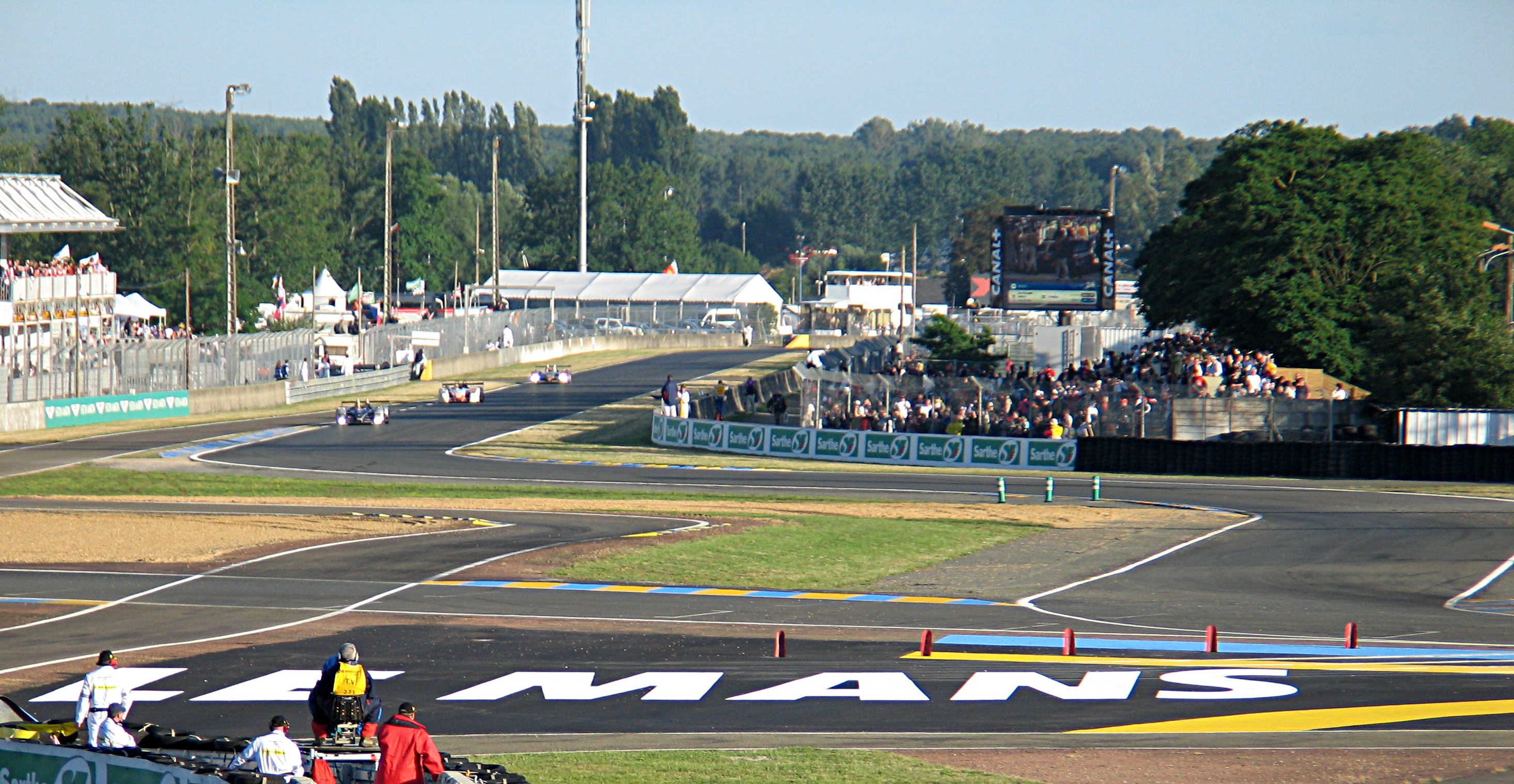
Ford-Schikane in Le Mans, 1968 gebaut

Eine Schikane ist ein Versatz in einem geraden Verkehrsweg, der von Verkehrsplanern zur Regelung des Verkehrsflusses und seltener durch topologische Verhältnisse vorgegeben ist. Schikanen bilden zusätzliche Kurven und sollen allgemein Fahrgeschwindigkeiten verringern. Sie sind besonders im Motorsport bekannt, werden aber auch auf Straßen sowie Fuß- und Radwegen eingesetzt.

## Etymologie
Das Wort Schikane kommt vom französischen Wort chicane, das sich vom Verb chicaner ableitet, was „sinnlos streiten“, „streiten“ oder „Schwierigkeiten schaffen“ bedeutet. In letzterer Bedeutung hat es ebenfalls Eingang in die deutsche Sprache gefunden und bezeichnet Schwierigkeiten, die anderen von einem im Machtgefüge Höherstehenden bereitet werden.

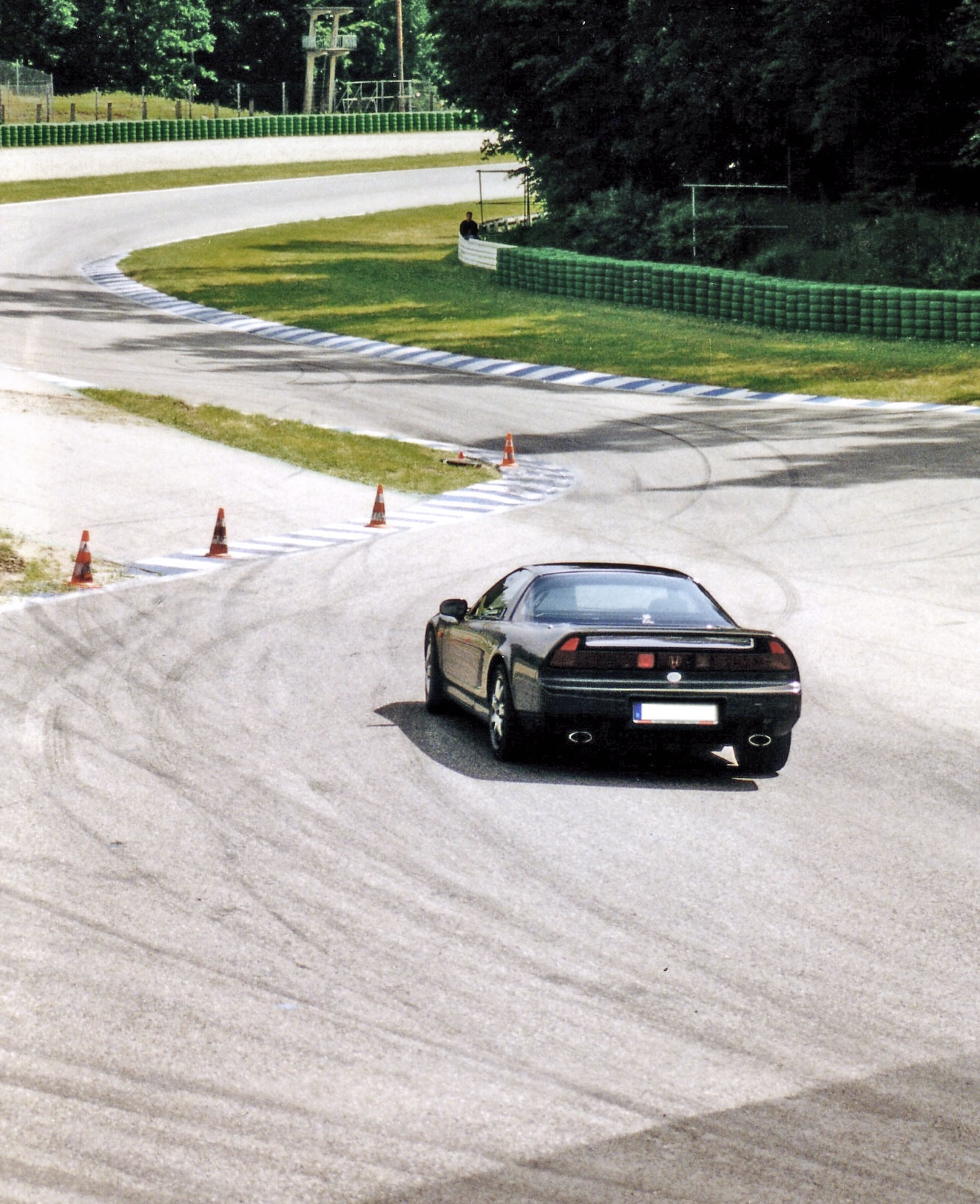
Schikane des alten Hockenheimrings 1998

## Motorsport
Schikanen im Motorsport finden sich praktisch auf allen modernen Rennstrecken. Sie werden nach langen Geraden eingerichtet und bieten einen idealen Ort für Überholmanöver. Streckenplaner setzen Schikanen aus taktischen Gründen ein, um Fahrzeuge auf als sicher geltende Geschwindigkeiten zu bringen und um das Renngeschehen interessanter zu gestalten. Ein Beispiel ist der Circuit des 24 Heures, die Rennstrecke von Le Mans in Frankreich, wo 1990 Schikanen an der 6 km langen Mulsanne-Gerade eingerichtet wurden, um die hohe, bis zu 400 km/h reichende Geschwindigkeit der Le-Mans-Prototypen der Gruppe C zu verringern. Auf dem Nürburgring war schon im Mai 1967 die „Hohenrainkurve“ zwischen Kilometer 22,35 und Kilometer 22,50 fertiggestellt worden, eine „Bremskurve“, die geringere Geschwindigkeiten vor der Start-und-Ziel-Geraden beziehungsweise der Vorbeifahrt an den Boxen bewirken sollte.
Manche Schikanen sind so angelegt, dass sie ausgelassen werden können, zum Beispiel bei Touristenfahrten auf Rennstrecken oder auch notfalls bei Rennen. Letzteres führt allerdings zu einer Zeitstrafe für den betreffenden Fahrer. Einige Strecken wie Watkins Glen International und Circuit de Barcelona-Catalunya haben separate Schikanen für Motorräder und Autos.
Manche Schikanen tragen den Namen von Sponsoren, so beispielsweise die Vedool-Schikane auf dem Nürburgring. Viele sind auch nach bekannten Rennfahrern benannt, beispielsweise die Juan-Manuel-Fangio-Schikane auf dem Rennkurs von Sebring. Einige Schikanen tragen auch Bezeichnungen, die auf ihre Form und Lage anspielen, z. B. die Bus-Stop-Schikane auf dem Circuit de Spa-Francorchamps in Spa.
Eine Form der Schikane ist die künstliche Schikane. Hier ist nicht die Fahrbahnführung maßgebend. Stattdessen wird der Streckenverlauf durch künstliche Barrieren (Hütchen, Strohballen und dergleichen) verändert. Wahrscheinlich einmalig war die temporäre künstliche Schikane, die beim Großen Preis von Frankreich 1935 eingesetzt wurde. Um die damals überlegene Geschwindigkeit deutscher Rennwagen einzubremsen, wurde eine von drei Schikanen kurz hinter Start und Ziel erst aufgebaut, nachdem die Wagen gestartet waren und die Stelle zum ersten Mal passiert hatten.

## Straßenverkehr
Im Bereich des Individualverkehrs kommen Schikanen als horizontale Ablenkung vor allem in verkehrsberuhigten Zonen, aber auch generell zur Geschwindigkeitsverringerung zum Einsatz.

### Unfallverhütung
Auf der B 255 wurden an der Gefällstrecke von Westen kommend in Richtung Herborn nach dem Großbrand von Herborn diverse Schikanen mit einer Notfallspur zur Umleitung des Lkw-Verkehrs angelegt. Die Schikane kann nur mit maximal 30 km/h durchfahren werden, schnellere Fahrzeuge können der Kurve nicht folgen und müssen zwangsweise auf die vorhandene Notfallspur ausweichen.

### Verkehrsberuhigung
Durch versetzt angebrachte Hindernisse oder Fahrbahnkennzeichnungen können Fahrzeuge nur mit sehr geringer Geschwindigkeit die Schikane durchfahren. Aufgrund von Verengungen beispielsweise mit Blumenkübeln oder durch die Aufpflasterungen der Fahrbahn mit sogenannten Krefelder Kissen müssen Autofahrer langsam Zickzack fahren und werden auf Gefahrenstellen aufmerksam gemacht und die beabsichtigte Geschwindigkeitsbeschränkung kann besser durchgesetzt werden. Diese Maßnahmen sind notwendig, da das meist angestrebte Geschwindigkeitsniveau der Schrittgeschwindigkeit regelmäßig nicht erreicht wird. Die tatsächlichen Durchfahrtgeschwindigkeiten liegen im Mittel etwa bei 18 km/h, Geschwindigkeiten oberhalb von 35 km/h sind selten.

### Fußgänger und Radfahrer

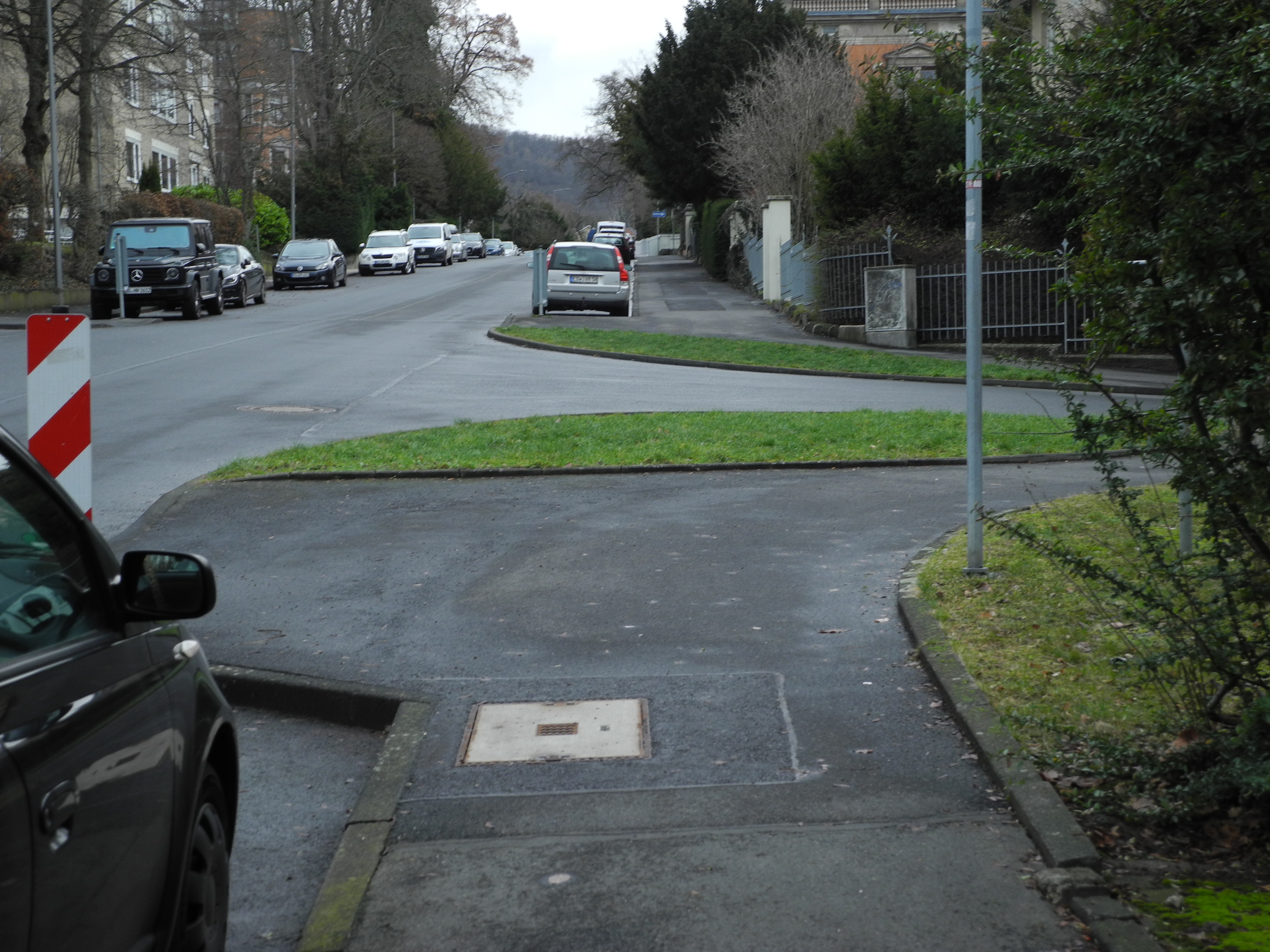
Der Gehweg im nordwestlichen Abschnitt der Kurhausstraße in Kassel (2023)

Schikanen werden auch auf Fußgängerwegen und seltener auch auf Radwegen eingesetzt. Hier ist die Fußgängerschikane bzw. Radfahrerschikane eine Absperrung aus zaunähnlichen Elementen, die den Verkehrsteilnehmer zwingt, langsam eine S-förmige Passage zu absolvieren, um das Tempo aus Sicherheitsgründen extrem zu verlangsamen. Diese Umlaufsperren werden auch „Drängelgitter“ genannt. Sie werden von Straßenverkehrsbehörden auf Fußgänger- und Radwegen eingerichtet, um Radfahrer zum Absteigen zu bringen und Fußgänger zu verlangsamen oder um auf dem Weg verbotene Verkehrsmittel fernzuhalten. Eingesetzt wird diese Art von Schikane an Bahnübergängen und an besonders gefährlichen Stellen.
In Hinblick auf die Barrierefreiheit sind solche Maßnahmen kritisch zu betrachten, da sie ein teilweise unüberwindbares Hindernis für Rollstuhlfahrer und auch Kinderwagen darstellen.
Ähnliche Wegeführungen findet man auch in Form von Absperrungen mit Bändern oder Stangen bei Personenleitsystemen, um eine Warteschlange in geordnete Bahnen zu lenken.

## Andere Sportarten
In vielen Sportarten werden Schikanen eingesetzt. Sie dienen entweder zur Geschwindigkeitsreduzierung oder zur Erhöhung des Schwierigkeitsgrades:
- Skisport, z. B. beim Abfahrtslauf der Weltmeisterschaften 1989 in Vail
- Bobsport
- Billard (hier nennt man eine Form von aufgestellten Hindernissen ebenfalls so)